# یاتاگاراسو

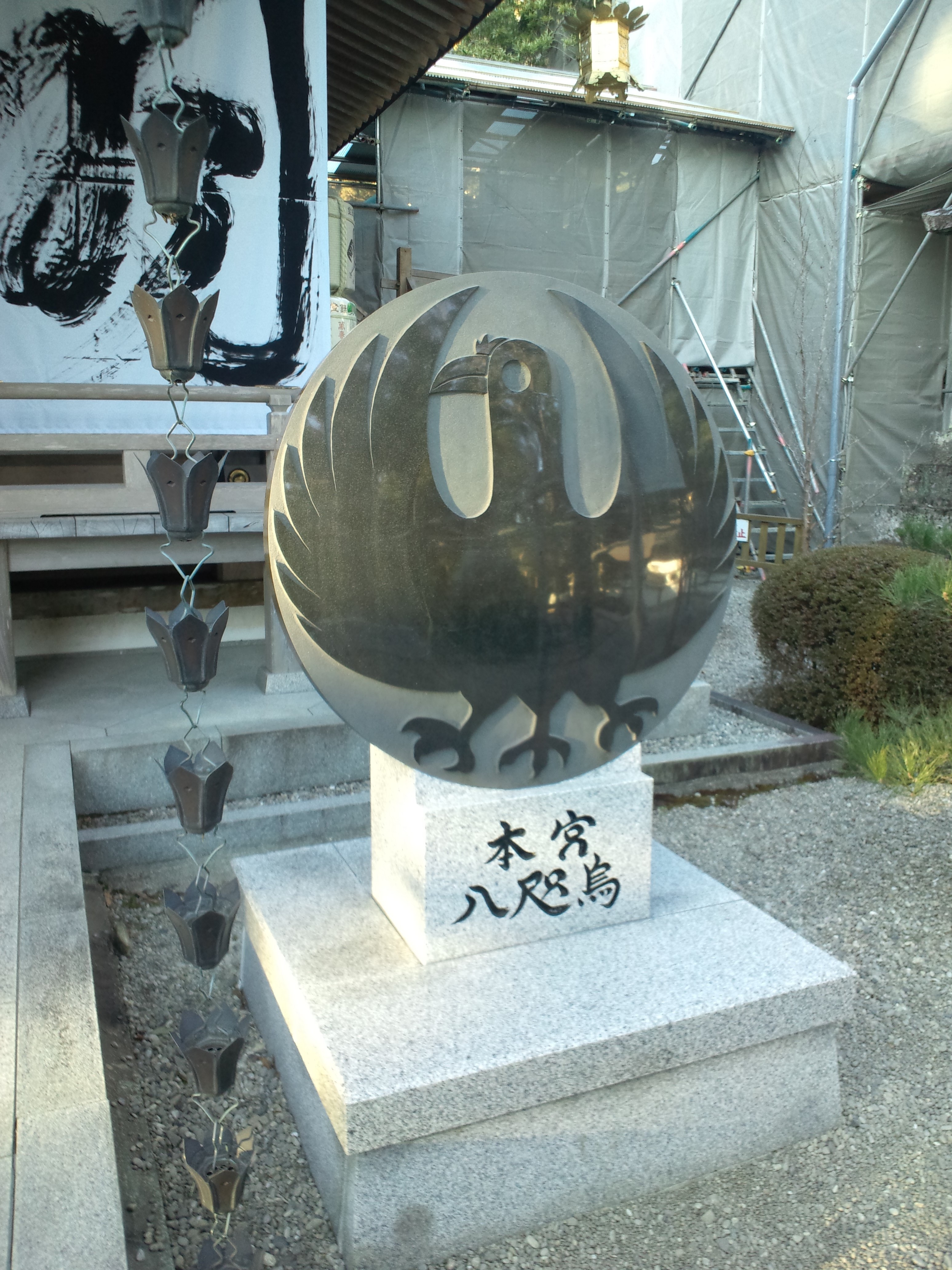
مجسمه یاتاگاراسو در کومانو هونگو تایشا.

یاتاگاراسو (八咫烏) یک کلاغ اسطوره‌ای و خدای راهنما در اساطیر شینتو است. در طول سفر امپراتور جینمو به‌سوی شرق، جیمنو توسط یاتاگاراسو که خودش از سوی تاکامیموسوبی فرستاده شده‌بود، از ولایت کومانو به ولایت یاماتو هدایت شد. یاتاراگاسو معمولاً به سه‌پا بودنش شهرت دارد و تصویر او از زمان‌های قدیم به‌دست آمده است. این واژه به‌معنای کلاغ بزرگ است و ظهور این پرندهٔ بزرگ بر امپراتور جینمو، به‌عنوان دلیلی بر ارادهٔ بهشت یا مداخلهٔ الهی در امور بشری تعبیر می‌شود.